# Події біля Адміністрації Президента України 1 грудня 2013 року
Штурм будівлі Адміністрації Президента України — одна із подій у Києві під час масових протестних акцій в Україні під час Євромайдану. В українському революційному та націоналістичному середовищі події отримали також назву «Першогрудневе повстання» чи «День провокатора» .

## Події до акції
До подій, що відбувалися біля Адміністрації Президента, 1 грудня 2013 близько 12 години за 3 години до провокації. В цей час сюди прибув громадський активіст Сергій Петрович Розора. Біля кордону міліції і «Беркуту», що знаходився на Банковій, він попередив працівників силових структур про те, що кожен з них буде нести персональну відповідальність за виконання злочинних наказів.
Через декілька хвилин, відійшовши метрів 15 від кордону міліції, він побачив два автобуси, яким міліція підняла шлагбаум і запускає на вулицю Банкову, а згодом у супроводі спецслужб у внутрішній двір Адміністрації Президента на вулиці Банковій через ворота арки між будинками № 6 та № 8. На двох білих автобусах (з державними номерними знаками АА9967ВВ у одного автобуса та АА9965ВВ — у іншого) було завезено людей в цивільному одязі. На фото і відео, яке зняв Сергій Розора чути, як він за кадром каже «Коля, тут ще тітушек завезли», після чого додає «Бл..ха, за 200 гривень навіть пів мозга не купиш». Це висловлювання потім розглядалось як вказівка на відповідальність силових структур за майбутні події біля Адміністрації. Відео було викладене в інтернет 01 грудня 2013, близько 23.30 на сайті: «Проект Святослава Грабовського».
Громадські активісти (Сергій Петрович Розора), які відзняли відео та поширили через власний блог (Святослав Грабовський), переконують, що це робилося для провокацій: «Два білих автобуса заїжджали, вікна були незатемнені. Я зразу (Сергій Петрович Розора) зрозумів, що готується якась провокація. Потім я відзняв номери тих автобусів, які працівники міліції заводили у внутрішній дворик. Чоловік 80 заїхало. В кожному автобусів 35-40 людей. Якраз достатньо для здійснення провокацій». Після зняття відео близько 13:00 1 грудня 2013 р. Сергій Розора на Хрещатику звертався до багатьох телеканалів з проханням висвітлити та попередити ймовірні провокації біля Адміністрації Президента, але, за його словами, ці телеканали проігнорували або побоялись розмістити цю інформацію до початку цих подій.З приводу цих подій протягом перш трьох днів до Сергія Розори за коментарями зверталися багато західноєвропейських журналістів. Це і берлінське радіо, французькі та німецькі газети. Ось фото Сергія Розори та  власного кореспондента німецької медіагрупи SUDWEST PRESSE  Штефана Шолля, який знайшов Сергія Петровича 3 грудня в КМДА, де Розора налагоджував роботу прес-центру.

## Хід подій
Близько 14:20 група невідомих людей чисельністю до 500 осіб закидала працівників «Беркуту» і внутрінші війська бруківкою і файєрами. З іншого боку відповідали світлошумовими гранатами і гранатами зі сльозогінним газом. На відео можна побачити, як людина, що знаходиться за рядами внутрішніх військ, кидає невідомі предмети у натовп, а за секунду в цьому місці видно вибух і дим. За дією ці предмети аналогічні світлошумовим гранатам. Коктейлі Молотова на Банковій в той день не використовувались ніким із учасників подій.
Робились спроби прорвати ланцюг силовиків за допомогою екскаватора, захопленного із включеним двигуном на вулиці Інститутській. Однак представники опозиції заклика́ли людей не піддаватись на провокації й не йти на штурм. Зокрема, найактивніших з учасників, які стояли на екскаваторі, просив звідти піти Олександр Положинський, після невдалих спроб співака це спробував зробити Петро Порошенко, також невдало. Кілька народних депутатів також намагались відвести людей з Банківської. Однак протестувальники продовжили робити спроби прорватись до офісу президента.
На сайті Уніан з'явилась стаття, що людьми, які нападали на «правоохоронців» не міг керувати керманич Беркута Кусюк, щоправда, згодом статтю було видалено з сайту і на разі доступна тільки її кешована копія.
Приблизно о 16:30 ряди внутрішніх військ утворили прохід і бійці «Беркуту» перейшли у наступ. За повідомленням Громадського телебачення, під час розгону постраждали журналісти, а також протестувальники і інші учасники. Всього у період з 27 листопада до 5 грудня постраждало близько 50 журналістів і більшість з них — на Банковій від рук «правоохоронців».

Свідчення народного депутата України генерал-полковника міліції Миколи Паламарчука:
|  | ... Я побачив, що це провокація. Вони кидали каміння до тих пір, поки не надійшли люди з Майдану. Тоді ті, хто почав кидати каміння, почали тікати. Деякі з них, я сам бачив, забігли в адміністрацію президента. Як вони туди могли самі забігти? Чи їх просто спеціально туди пропускали!? |

Десятки людей постраждали в результаті розгону мітингувальників під стінами будівлі Адміністрації Президента, в тому числі кілька десятків журналістів. У людей черепно-мозкові травми, переломи, гематоми, багато хто із постраждалих довгий час був у непритомному стані без надання медичної допомоги. Також є свідчення про катування людей міліцією.

### Масове побиття журналістів
Під час розгону натовпу бійцями спецпідрозділів було побито кілька десятків журналістів, за словами самих журналістів, били навмисне, незважаючи на наявність журналістських посвідчень і також з ціллю пошкодити або відібрати камери. Журналісти стверджують, що вони намагались пояснити, що вони — представники преси, але у відповідь отримували ще більшу агресію.
Громадське телебачення повідомляє про 22 випадки побиття українських та іноземних журналістів у Києві силами спецпідрозділів «Беркут» лише за один день 1 грудня. Пізніше було складено список побитих журналістів, фотокореспондентів та операторів інформагентством ЛІГА.Новости, до якого включено 40 постраждалих осіб. Не всі звернулися до медичних закладів та не було знято офіційно побоїв, і не задокументовано. Журналістів били спецпідрозділи «Беркуту» у сірій камуфляжній формі (хоча захист вулиці Банкової тримали бійці внутрішніх військ, а не «Беркуту»).
Журналісти намагалися продовжувати знімати дії «Беркуту», хоча журналісти іноді мали на собі відповідні жовті жилети і вони казали, що вони журналісти, та показували силовикам посвідчення журналіста, їх все одно били кількома ударами кийками та ногами. Ті бійці «Беркуту», що підбігали до лежачих журналістів теж нещадно били до крові по всіх місцях тіла. Ще одним фактом є те, що у всіх журналістів силовики трощили (кийками та ногами) професійне обладнання: фотокамери, спалахи до камер, мобільні телефони, при чому робили це навмисно, організовано та групами.

### Після розгону
Після розгону людей із вул. Банкової бійці спецпідрозділів почали приводити у двір Адміністрації Президента різних осіб. Над цими особами, що лежали на землі або сиділи, продовжували знущання та насильство. За свідченням автора відеозйомки Володимира Тищенко, він наступним чином записав цю ситуацію:.

| «1 грудня близько 18-ї години я, як і інші журналісти стояв біля Адміністрації Президента та знімав на відео протистояння пікетувальників та „Беркута“. Раптом під ногами у одного чоловіка, скоріше за все він є журналістом, оскільки також стояв поряд зі мною і тримав в руках камеру, вибухнула димова граната. Він впав на землю, я намагався привести його до тями, але чоловік був без свідомості. Через кілька секунд „Беркут“ пішов у наступ, а я відтягнув його до будівлі, аби його не затоптали, „Беркут“ пробіг повз нас, і так я залишився з іншої сторони фронту. Пройшло хвилин 5 а чоловік не приходив до тями, тому я звернувся до ментів, щоб ті допомогли мені донести його до швидкої яка стояла біля самого входу в адміністрацію. Швидка поїхала, я не сів в неї, а залишився. Накинув на себе капюшон і стояв біля стінки та тримав телефон біля вуха, створював вигляд, що щось комусь доповідаю російською, а іншим телефоном, який ледь виглядав з кишені знімав ці катування. Покидьки, вони ж називають себе „Беркутом“, страшенно били людей, які нічого не робили, просто лежали на граніті. У одного чоловіка, мент знайшов якийсь клаптик паперу і засунув йому прямо в рота і плюнув йому в обличчя. Через хвилин 15 до мене підійшов якийсь співробітник з рацією і запитав: «хто я такий?» Я відповів: „Мне приказал здесь стоять Сергей Петрович“, чоловік попросив, щоб я надав йому посвідчення. Я довго рився в своїй сумці, аж раптом його хтось покликав і я хутко звідти пішов. Переконаний, аби менти з'ясували, що я журналіст, який просто стояв 15 хвилин поряд з людьми, яких б'ють ногами та дубинками — тоді цього відео ніхто б не побачив.» |
«Беркут» також увірвався у будинок письменників України, де сховалось кілька учасників, яких жорстоко побили.

## Учасники подій
На місці подій було присутні журналісти, події були зафіксовані на відео і фотокамери. Після цих подій значна кількість відеоматеріалів про події була викладена в Інтернеті і транслювались по телебаченню.
Із відомих політиків під час подій були присутні:
- Петро Порошенко — намагався зупинити розлючений народ, що вимагав покарання Беркуту за побиття студентів напередодні 30 листопада, але у відповідь отримав нецензурні вигуки[27];
- Дмитро Корчинський згодом звинуватив опозицію в деморалізації протестувальників[28].

Із відомих журналістів була зафіксована присутність активіста «Дорожнього контролю» Андрія Дзиндзі (пізніше був звинувачений в причетності до організації подій). В нападах на представників силових структур брали участь молоді люди, обличчя яких було закрите масками.
Обличчя учасників штурму, які керували трактором, було зафіксоване на відео, ці кадри намагалися показати на ефірі шоу «Шустер LIVE» від 13 грудня, але ведучим вони не були пропущені до ефіру, і пізніше ці кадри були викладені в інтернеті

### Версії про учасників сутичок

#### «Тітушки»
За словами Петра Порошенка, який був присутній на місці подій і намагався зупинити штурм Адміністрації, у штурмі брали участь наймані провокатори («тітушки»), а учасники Євромайдану та члени націоналістичної партії «Свобода» не мали ніякого відношення до організації і проведення цього штурму.
Про можливу причетність до подій провокаторів, яких фінансує Партія Регіонів, 1 грудня повідомляла Інна Богословська, яка напередодні заявила про вихід з цієї партії. За її словами, вони проживали в готелі «Київ» і їм платили по 250 гривень на день (зі слів очевидця, працівника цього готелю). Вона повідомляла, що ще рік тому в Партії регіонів розглядали можливість використання в провокаціях футбольних фанів, і рік тому вона спілкувалася з провладним політтехнологом, який радив використовувати футбольних фанів, вказуючи на те, що це легко використовувати, бо вони агресивно налаштовані і мають мережу.
З фото- та відеоматеріалів ЗМІ видно, що деякі мітингувальники вільно перетинали щільний заслон рядів службовців внутрішніх військ та опинялися на стороні МВС, де їх не намагалися затримати, а потім так само вільно проходили на бік мітингувальників, щоб продовжити чинити провокації.

#### Націоналісти
На думку Станіслава Речінського (колишнього голови управління СБУ зі зв'язків з громадськістю, а нині журналіста), учасники штурму були не «тітушками», а представниками «Правого сектору»: організації «Патріот України» (активісти Соціал-Національної Асамблеї), ВО «Тризуб» ім. С.Бандери). З точки зору критиків цієї точки зору, представниками «Правого сектору» під час штурму керував Корчинський і вони йшли пліч-опліч на штурм з найнятими «тітушками».

### Версії про організаторів сутичок
На другий день, 2 грудня, в інтернет було викладено відео, які розглядались як докази того, що штурм мав замовлений характер.
Було висловлено кілька версій про можливих організаторів сутичок.
13 грудня Віктор Янукович визнав, що мала місце провокація: «Ми також розбираємось. Відповідь ось-ось буде знайдена. Це було грубе порушення закону, і це була також провокація. Хто її виконував, хто її замовляв — нам треба обов'язково буде розібратися».

#### Російські спецслужби, Адміністрація Президента і Андрій Клюєв
Опозиція звинуватила в причетності до організації подій секретаря РНБО Андрія Клюєва і лідера «Українського вибору» Віктора Медведчука.
Ці події також розглядаються і як спецоперація спецслужб Росії.
Як докази розглядають такі факти:
- Частину невідомих під будівлю АП привів Корчинський, який ще до того часто характеризувався як відомий провокатор, якого колишні соратники по УНСО підозрюють в роботі на спецслужби (ще з часів СРСР).
- Шлях для трактора, який був використаний при штурмі, був заздалегідь очищений, що підтверджується відеозаписом з камер постійної відео-трансляції і він не був затриманий при дорозі до АП.
- Майже 3 години під час цих подій рядом за рядами внутрішніх військ знаходились підрозділи «Беркуту» і вони не робили ніяких спроб відбити трактор у нападників.
- Під час штурму з вікон Адміністрації Президента велася зйомка відео, яке потім було передане і розтиражоване російськими ЗМІ. Також проводилась зйомка російським блогером з кабінету, розташованого в сусідній будівлі.
- Після цих подій «націоналісти» відпочивали і робили фото «на згадку» в приміщенні, яке дуже нагадує вестибюль одного із входів Адміністрації Президента[43][44].
- Деякі націоналісти під час подій вільно переходили через ряди внутрішніх військ і повертались назад, що було зафіксовано на відео.
- Потім учасники нападу дружно, як по команді, залишили територію, і зразу ж почався наступ «Беркуту» з масовим побиттям журналістів.
- На сайті Святослава Грабовського [Архівовано 1 лютого 2014 у Wayback Machine.] та на каналі YouTube викладено відео [Архівовано 26 червня 2014 у Wayback Machine.] і відеоролік «Тут усе видно. Проокації на банковій та хто їх організатор» [Архівовано 8 березня 2014 у Wayback Machine.] з якого випливає висновок, що можливими учасниками штурму були співпрацівники «Беркуту» чи спецслужб

#### Полковник Кусюк
Одним з ймовірних організаторів нападників в ЗМІ називають офіцера столичного «Беркута», ідентифікованого як полковник Сергій Кусюк. 6 грудня УНІАН опубліковано інше збільшене фото активного демонстранта біля грейдера, якого журналісти та активісти раніше ідентифікували як командира «Беркута» Кусюка. В публікації було вказано, що на збільшеній фотографії видно, що схожості із командиром спецпідрозділу немає. Про наявність алібі заявляв сам Кусюк і заступник начальника київської міліції Петро Федчук.
Коли журналісти ТСН спробували спитати Кусюка про його роль в подях на Банковій, він нервово відповів: «Ви ж самі бачили відео, чого ж ви мене питаєте!?»

#### Дмитро Корчинський
На офіційному сайті Всеукраїнської політичної партії «Братство» 30 листопада 2013 року був опублікований заклик «Всі — на повстання!».
За попереднім повідомленням МВС 1 грудня МВС, було встановлено, що у штурмі брали участь 300 «радикально настроєних» членів організації «Братство» на чолі з Дмитром Корчинським, в ході якого заворушники кидали в міліцію каміння, бруківку, димові та вогняні шашки (фаєри), коктейлі Молотова, петарди, застосовували сльозогінний газ, били міліціантів кийками та ланцюгами, а також намагалися відтіснити кордон міліції навантажувачем Longgong CDM833 (який у ЗМІ називали «бульдозером»).
Сам Корчинський, який був присутнім при штурмі (на одній зі світлин видно, що він стоїть на навантажувачі в центрі штурму), заперечував свою причетність до його організації, однак назвав заворушників «найкращими людьми, кращою частиною української молоді». Незабаром МВС повідомило, що Дмитра Корчинського не підозрюють у організації безладу. Тим не менш 5 грудня 2013 року лідеру партії «Братство» Дмитру Корчинському, через 4 дні, пред'явлено підозру за ст. 294 КК щодо організації масових заворушень на вул. Банковій 1 грудня. Про це заявив заступник прокурора Києва Сергій Софієв.
Штурм називають провокацією вигідною для провладних та проросійських сил, з якими співпрацює Корчинський. З часу заснування партії «Братство» Дмитра Корчинського пов'язують з іменем Віктора Медведчука та його тодішньою партією СДПУ(о).

## Розслідування і арешти
За повідомленнями ЗМІ, затримано і арештовано було кілька чоловік, які були звинувачені в організації масових заворушень на вулиці Банковій 1 грудня
.
За словами одного із журналістів
«Практично всі затримані були жорстоко побиті. Я поговорила з рідними та друзями восьми з дев'яти — ніхто з них не перебуває в жодних політичних організаціях, раніше у сутичках з міліцією не помічений. Затримали просто тих, кого змогли наздогнати»

Увечері 3 грудня Шевченківський районний суд ухвалив рішення про взяття під арешт на 60 днів 9 підозрюваних в організації масових безпорядків у Києві 1 грудня, відмовивши віддати їх на поруки депутатам Верховної Ради. Серед них — журналіст (Валерій Гарагуц), дизайнер (Микола Лазаревський), екс-директор гурту «Океан Ельзи» (Юрій Болотов). Суд відмовився віддати на поруки хлопців депутатам Верховної Ради. На думку адвоката підозрюваних, суд неодноразово порушував норми цивільно-процесуального кодексу. Серед арештованих не було тих, хто сидів на грейдері. За заявою прокуратури, усі 9 затриманих діяли спільно у складі групи з 300 осіб. При цьому Корчинський не згадується. Інші затримані: Олександр Остащенко, Ярослава Притуленко, Олександр Солоненко, Владислав Загоровка (водій, батько трьох дітей).
5 грудня Сергія Нужненко, Валерія Гарагуца, Владислава Загоровко, Юрія Болотова, Олександра Остащенка, Єгора Превіра, Миколу Лазаревського, Геннадія Черевко було визнано потерпілими у кримінальному провадженні, що було відкрито за фактом нанесення тілесних ушкоджень учасникам мирного зібрання працівниками спецпідрозділу «Беркут». Вони знаходяться у лікарні швидкої допомоги, їм призначена експертиза, щоб з'ясувати тяжкість ушкоджень.
5 грудня міністр МВС Віталій Захарченко повідомив, що була затримана особа, яка передала ключі від грейдера іншій людині, яка керувала ним під час штурму. В той же час дії Корчинського, якого опозиція називала основним організатором цих подій станом на 5 грудня прокураторою не розслідуються (за словами заступника Генерального прокурора Ударцова). В той же день, 5 грудня в ЗМІ з'явилась інформація про те, що Корчинському через 4 дні таки пред'явили підозру і оголосили у розшук. На вечірньому брифінгу В. Захарченко заявив, що бійку з «Беркутом» затіяли бойовики «ультраправих, ксенофобських організацій» — Братства, Свободи, футбольних угрупувань «ультрас».
Петро Порошенко передав у Генпрокуратуру докази того, що штурм Адміністрації був організованою провокацією, зокрема відеозапис в'їзду у двір Адміністрації Президента автобусів з «тітушками».
За підозрою в керуванні трактором під час нападу на правоохоронців арештований Володимир Кадура. 17 грудня Апеляційний суд залишив його вартою, підтвердивши рішення суду про його затримання терміном на 2 місяці. Адвокати затриманого признали факт перебування Володимира в тракторі, але заперечили наявність в його діях замаху на життя правоохоронців.
За повідомленнями ЗМІ, в викраденні ключів від трактора слідство підозрювало Андрія Дзиндю. Також повідомлялось про очну ставку, під час якої єдиний свідок по справі викрадення ключів не зміг впізнати викрадача в особі Володимира Кадури.

### Арешт журналістів
Серед затриманих — журналіст дніпропетровського видання «Лица» Валерій Гарагуц і журналіст «Дорожнього контролю» Андрій Дзиндзя.
Гарагуц затриманий за підозрою в організації масових заворушень на вулиці Банковій 1 грудня, за заявою адвоката його затримали у зв'язку з виконанням ним своїх журналістських обов'язків і після затримання до нього застосовували тортури.
5 грудня УБОЗ затримало ще двох осіб, один із них журналіст «Дорожнього контролю» Андрій Дзиндзя. Затримання пов'язують з розслідуванням подій, що відбулися 1 грудня на вулиці Банковій поблизу адміністрації президента. В міліції підозрюють, що це Дзиндзя викрав трактор, повідомив другий затриманий активіст «Дорожнього контролю» Сергій Хаджинов. Хоча з опублікованого відео видно, що А.Дзиндзя (одягнений в чорну розкриту куртку та зелений светр) не перебував у кабіні трактора, а лише піднімався на східці транспортного засобу на вул. Інститутській, щоб поставити питання водію, а коли трактор заїхав на вул. Банкову, то від самого початку А. Дзиндзя пішки йде з відеокамерою праворуч трактора, знімаючи події як журналіст.
У ЗМІ з'явилися повідомлення адвоката журналіста Андрія Дзиндзя, що при затриманні він був жорстоко побитий і міліція перевезла його в несвідомому стані до київської лікарні швидкої медичної допомоги. Очевидці затримання стверджують, що на журналіста Дзиндзю під час затримання просто побили, накинули мішок на голову і повезли. Редакція «Дорожнього контролю» в той же день висловила серйозні побоювання, що в ізоляторі його можуть до ранку вбити, про це за словами редакції повідомили джерела в правоохоронних органах. Затримання журналіста ЗМІ пов'язують з тим, що журналіст брав активну участь у підготовці сюжетів про протестні акції. Про сильне побиття при затриманні повідомила і дружина іншого затриманого, якого відпустили після допиту. Після затримання журналіста, пікетувальники кілька годин тримали в облозі УБОЗ. Народні депутати намагались побачити затриманого, щоб побачити його стан, але їм відмовили і вони викликали міліцію, аби зафіксувати порушення. На місце прибула слідчо-оперативна група, але політиків так і не пропустили всередину. 6 грудня, в очікуванні суду, який повинен був обрати запобіжний захід для затриманого, до Шевченківського суду підійшла колона в кілька тисяч чоловік. Суд не задовольнив прохання адвоката про взяття підозрюваного на поруки народними депутатами або звільнення під заставу і арештував А. Дзиндзю на два місяці. Після оголошення вироку в суді виникла бійка.

### Оцінки процесу розслідування і арештів
Президент центру «Український барометр» Віктор Небоженко вважає нереальним розслідування побиття студентів і сутички на Банковій:
«Ніякого розслідування не буде, поки не буде зміни влади. Як ви собі це уявляєте? Люди, які надали наказ про побиття студентів, вони будуть проводити розслідування своєї ж діяльності? Це схоже, як врадіївські ґвалтівники самі три дні розслідували свій злочин».

## Критика дій силових структур
Також, варто відзначити, що в багатьох моментах протистоянь більшість бійців спецпідрозділів заслону не мали необхідних засобів захисту (щитів), особливо в умовах коли провокатори кидали бруківку, палки, або розмахуючи ланцюгами. Цей прорахунок, ймовірно, і призвів до численних поранень військовослужбовців. Спецпідрозділи використовували сльозогінний газ (пристрій ТЕРЕН-6).

## Позиція влади
3 грудня 2013 року в прямому ефірі Громадського ТВ під час бесіди з учасниками подій було спростовано інформацію, що деякі особи, які перетинали, належать до владних структур, і що вони випадково потрапили за заслон військовослужбовців, де тим не менш вільно спілкувалися з міліціонерами і не були затримані. Відверто незрозумілою з цього приводу виглядає заява голови МВС України Віталія Захарченка від 3 грудня 2013 року про те, що «міліція готова разом з представниками громадськості створювати патрулі для пошуку провокаторів на мітингах…» та що «що основним завданням для органів внутрішніх справ є недопущення порушень громадського порядку безпеки громадян, що беруть участь у велелюдних заходах. На жаль, організатори мітингів не повністю передбачили можливу присутність радикально налаштованих людей».
Однак в інтернеті опублікували відео, яке доводить причетність силовиків до організації або відсутності належної протидії провокацій на вулиці Банковій.

## Протести проти дій влади
6 грудня під Генеральною прокуратурою мітингувальники з «Демократичного альянсу» був проведений лежачий протест, з вимогою звільнення 9 активістів, затриманих на Банковій 1 грудня.

## Реакція правозахисних організацій
Міжнародна правозахисна організація Amnesty International розпочала глобальну акцію термінової дії з метою захистити ув'язнених за підозрою в організації заворушень на Банковій 1 грудня демонстрантів.
Amnesty International вважає, що затриманих за підозрюваних «було затримано і поміщено під варту в порушення їх права на справедливий судовий розгляд і свободу зібрань».

## Політичні оцінки подій
У 2016 році Видавництво «Орієнтир» опублікувало збірку спогадів учасників подій на Банковій 1 грудня 2013 року під назвою «День Провокатора».
Інна Богословська висловила свою впевненість, що ці події є «технологією влади». Вона також висловила упевненість, що ці провокації розігруються за підтримки Кремля і «руками Медведчука та політтехнологів» і президент Росії Володимир Путін «буде розігрувати в Україні сценарій який розіграла в Молдові з Придністров'ям, і Грузії, де за рахунок внутрішнього громадського протистояння Росія відшматовує території».